# Lam-Nang-Rong-Stausee
Der Lam-Nang-Rong-Stausee (thailändisch เขื่อนลำนางรอง, RTGS khuean lam nang rong, englisch Lam Nang Rong Dam) ist ein großer Stausee in der Nordostregion von Thailand, dem so genannten Isan. Der Staudamm steht im Landkreis (Amphoe) Non Din Daeng – unweit des Nationalparks Ta Phraya – im äußersten Südwesten der Provinz Buri Ram. 
Der 23 Meter hohe und 1.500 Meter lange Damm – 2 km südöstlich der Kleinstadt Non Din Daeng gelegen – dient der Bewässerung der Felder in der Umgebung und einem Wasserwerk für die
umliegenden Gemeinden. Insbesondere an Wochenenden ist der See inzwischen ein beliebtes Ausflugsziel zum Fischen, Schwimmen und Picknicken für lokale Touristen. Das Bauwerk kann nahezu 150 Millionen Kubikmeter Wasser speichern.
Vom Staudamm aus sieht man in nördlicher Richtung bei einer Schule den alten, restaurierten Khmer-Tempel Prasat Nong Hong.